# Williamstown (Vermont)
Williamstown es un pueblo ubicado en el condado de Orange en el estado estadounidense de Vermont. En el año 2010 tenía una población de 3.389  habitantes y una densidad poblacional de 32,43 personas por km².

## Geografía
Williamstown se encuentra ubicado en las coordenadas 44°6′58″N 72°32′27″O / 44.11611, -72.54083.

## Demografía
Según la Oficina del Censo en 2000 los ingresos medios por hogar en la localidad eran de $38,929 y los ingresos medios por familia eran $45,859. Los hombres tenían unos ingresos medios de $29,635 frente a los $22,378 para las mujeres. La renta per cápita para la localidad era de $17,720. Alrededor del 8% de la población estaba por debajo del umbral de pobreza.